# Guerre imperiali
Guerre imperiali (titolo originale  Gunpowder Empire) è un romanzo ucronico, rivolto al pubblico dei più giovani, scritto da Harry Turtledove, il primo del ciclo di Crosstime Traffic, pubblicato per la prima volta nel 2003 negli Stati Uniti e nel 2006 in Italia.

## Trama
Jeremy e Amanda Solter sono due adolescenti che vivono alla fine del XXI secolo. I loro genitori lavorano per la Crosstime Traffic, una società commerciale che utilizza il viaggio interdimensionale tra realtà parallele del pianeta Terra per importare derrate alimentari. Un'estate, i ragazzi partono per Polisso, un villaggio romeno nei pressi di antiche rovine nella nostra linea temporale, un'importante città del mai caduto Impero Romano in una linea temporale alternativa.
Nei secoli trascorsi, i Romani sono giunti a scoprire la polvere da sparo (gunpowder in inglese, da cui il titolo originale del romanzo), arrivando coi loro eserciti ad un livello equivalente a quello del nostro XVII secolo. Al 2100, tuttavia, non hanno sperimentato una rivoluzione industriale e molte delle loro strutture sociali, in particolare la schiavitù, sono rimaste com'erano nell'antichità. A settentrione dell'Impero Romano è emerso il Regno di Lietuva, uno stato rivale con il quale ci sono stati conflitti in diversi momenti. Si narra che la maggior parte di queste guerre sia finita con scambi di province di confine. I Romani considerano "barbari" i Lituani, sebbene in realtà i due popoli condividano in gran parte lo stesso livello di tecnologia e cultura.
Quando la madre dei ragazzi si ammala, il capofamiglia la riporta a casa perché sia curata, pensando di ritornare in pochi giorni; ma la strumentazione per il viaggio interdimensionale si guasta, lasciando Jeremy e Amanda a Polisso proprio mentre l'armata lituana attraversa il confine, mettendo Polisso sotto assedio. Allo stesso tempo, le autorità romane iniziano a nutrire sospetti sulla missione commerciale e sull'origine di oggetti come orologi e coltellini svizzeri che nessun artigiano dell'impero è in grado di riprodurre esattamente. Al prefetto cittadino Sesto Calpurnio viene l'idea di mandare Jeremy e Amanda dal re lituano Kuzmickas offrendogli in dono il meglio delle loro merci perché tolga l'assedio; il re dimostra di apprezzare il dono, ma si limita a dare ai due giovani un salvacondotto per risparmiarli dall'eventuale saccheggio. L'armata lituana fa un'incursione all'interno delle mura cittadine ma viene respinta dalla guarnigione romana e successivamente si ritira togliendo l'assedio.
Una volta riparato il guasto alle apparecchiature, i genitori dei due ragazzi tornano a Polisso per riprendere i loro figli (la madre ha subito un intervento di appendicectomia). Prima di rientrare nella nostra linea temporale, affrancano Maria, una giovane schiava con la quale si erano legati d'amicizia.

## Mappa
Sebbene il libro non sia chiarissimo sui confini tra il Regno di Lietuva e l'Impero Romano, nell'anno 2100, sono presenti diversi indizi. Le zone blu più scure nella mappa sono sicuramente sotto controllo romano. Le zone di una tonalità blu più chiara sono probabilmente sotto controllo romano ma non vengono menzionate. Le zone di color celeste sono in contestazione tra i due stati. Le zone marroni sono sotto i Lituani.

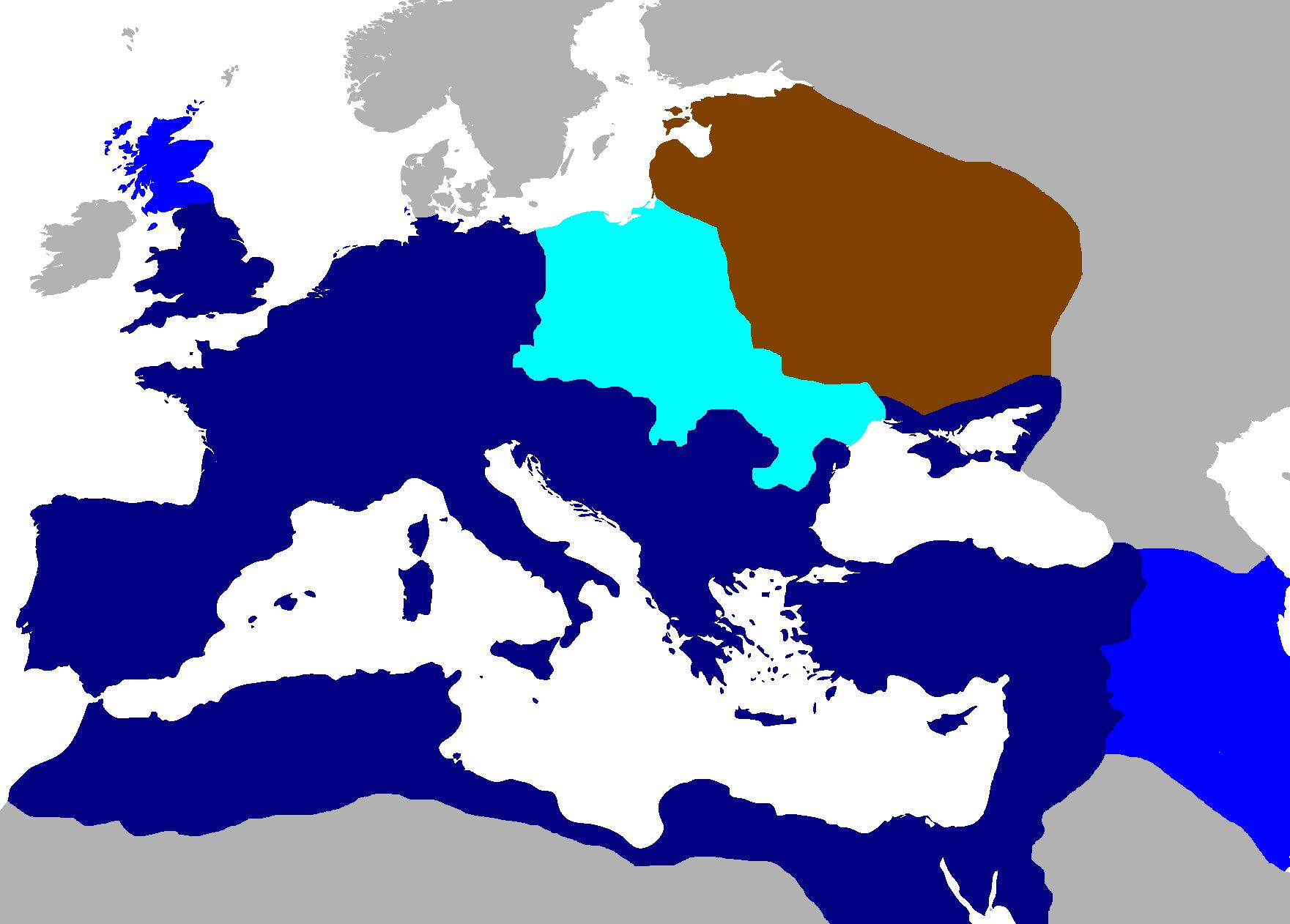
Mappa dell'Europa nell'anno 2100 nel libro "Guerre imperiali"

## Accoglienza
Roland J. Green, nella sua recensione per Booklist, scrisse "Apparentemente il primo capitolo di una serie che intende introdurre il concetto di mondi paralleli e la sua appropriazione da parte di Turtledove, il libro riesce bene come omaggio al pioniere dei mondi paralleli H. Beam Piper e come un'avvincente storia ben raccontata. Peter Cannon, recensendolo per Publishers Weekly,  disse "Turtledove presenta i suoi eroi adolescenti con una serie di scelte e dilemmi morali che toccheranno particolarmente le corde dei fan più giovani. Questa è una storia provocante che ci ricorda che l'"avventura" in realtà tocca qualcun altro molto lontano da noi che si trova in profonda difficoltà." Don D'Ammassa nella sua critica per Journal Chronicle lodò il romanzo dicendo "Ho veramente apprezzato questo Iibro, che aveva personaggi e avvenimenti vividi, e le cui ambientazioni sembravano molto più interessanti e meglio realizzate di quelle dei recenti romanzi dello stesso autore."

## Edizioni
- Harry Turtledove, Guerre imperiali, traduzione di Simone Buttazzi, Hobby & Work Publishing, 2006,  p. 328, ISBN 978-88-7851-688-5.